# Takayuki Fujikawa
Takayuki Fujikawa (Kanagawa, 10 oktober 1962 – 15 november 2018) was een Japans voetballer.

## Carrière
Takayuki Fujikawa speelde als doelverdediger tussen 1981 en 1995 voor Verdy Kawasaki.